# Colbeck
Colbeck är en udde i Antarktis. Den ligger i Västantarktis. Nya Zeeland gör anspråk på området.
Terrängen inåt land är platt, och sluttar norrut. Trakten är obefolkad. Det finns inga samhällen i närheten.